# Eugen Gura
Eugen Gura (ur. 8 listopada 1842 w Pressern, zm. 26 sierpnia 1906 w Aufkirchen am Starnberger See) – niemiecki śpiewak operowy, bas-baryton.

## Życiorys
Początkowo studiował malarstwo i nauki politechniczne, następnie podjął naukę śpiewu u Josepha Hergera w Monachium. Debiutował w 1865 roku w operze Der Waffenschmied Alberta Lortzinga. Początkowo występował w Monachium, następnie we Wrocławiu (1867–1870) i Lipsku (1870–1876). W 1876 roku na zaproszenie Richarda Wagnera wystąpił na inauguracji pierwszego festiwalu w Bayreuth, gdzie kreował role Donnera i Gunthera w Pierścieniu Nibelunga. Od 1876 do 1882 roku występował w Hamburgu. W 1882 roku w Theatre Royal przy Drury Lane w Londynie wystąpił w brytyjskiej premierze Śpiewaków norymberskich (w roli Hansa Sachsa) oraz Tristana i Izoldy (w roli Króla Marka). Od 1882 roku ponownie występował w Monachium. W 1896 roku zakończył karierę śpiewaka operowego, przez kilka lat prowadził jednak jeszcze działalność jako artysta estradowy. Po raz ostatni pojawił się na scenie w 1901 roku, kreując rolę Hansa Sachsa w Śpiewakach norymberskich podczas przedstawienia uświetniającego otwarcie monachijskiego Prinzregententheater.
Jego synem był śpiewak operowy Hermann Gura (1870–1944).